# Дихальні вправи

Анімація дихання (скорочення діафрагми)

Дихальні вправи (дихальна гімнастика, дихальні практики, свідоме дихання) — це термін для різних дихальних практик, у яких свідомий контроль дихання впливає на психічний, емоційний та фізичний стан людини з терапевтичним ефектом.
Дихальні вправи можуть бути корисними для розслаблення від надмірного стресу, подібно до медитації. Метааналіз рандомізованих контрольованих досліджень 2023 року, опублікований в Scientific Reports, у висновку зазначив, що дихальні вправи можуть бути ефективними для зменшення негативних симптомів стресу, тривоги та депресивних симптомів, і можуть бути ефективними для зменшення надмірного стресу та покращення психічного здоров'я. Огляд 2023 року, опублікований в Cell Reports Medicine, зазначає, що щоденні 5-хвилинні дихальні вправи та медитація усвідомленості покращують настрій і зменшують тривогу; і також що дихальні вправи покращують настрій і фізіологічне збудження більше, ніж медитація усвідомленості. Найкращі результати показала техніка подвійного вдиху та подовженого видоху (вдих 1 секунда, коротка пауза, вдих 0.25 секунд — видих 2 секунди — пауза 0.75 секунди; повторення циклу протягом 5 хвилин чи довше). Також в досліджені була підкреслена важливість регулярної практики дихальних вправ для досягнення найкращих результатів.
Побічні ефекти можуть включати сонливість, поколювання в руках, ногах або обличчі; і відчуття зміни свідомості. Загалом дихальна робота вважається безпечною, якщо вона виконується під наглядом кваліфікованого лікаря, але є протипоказання щодо деяких типів дихальних вправ, такі як серцево-судинні захворювання, глаукома, високий кров'яний тиск, психічні захворювання, важка астма або судомні розлади тощо.

## Історія
Дихальні вправи — практика усвідомленого дихання — використовувалася протягом століть у різних культурах і цивілізаціях. В Індії це було невід'ємною частиною йогічних практик із 49 різними техніками свідомого дихання, розробленими йогами для різних психічних станів. Подібним чином китайські традиції, такі як ціґун і тайцзіцюань, включають дихальну роботу для зміцнення здоров'я та довголіття. Шаманські культури в Південній Америці, Африці та Австралії використовували дихання для зцілення, духовного зростання та доступу до глибших рівнів свідомості. У стародавній Греції та біблійних текстах визнавалася важливість дихання та його зв'язок з духом. Козаки використовували дихальні вправи, подібно індійським йогам.
В XX та XXI століттях піонери в цій галузі, такі як Костянтин Бутейко, Станіслав Ґроф і Вім Хоф, зробили внесок в еволюцію дихальних практик, запровадивши інноваційні техніки, які набули популярності в усьому світі.
Останнім часом дихальна робота привертає увагу громадськості та стає популярною через передбачуваний сприятливий вплив на здоров'я та самопочуття. Досліджується використання дихальних вправ у школах для покращення емоційного та психічного здоров'я учнів та покращення процесів навчання.

## Принципи та механізми
По перше, важливий фізіологічно здоровий дихальний рух, коли усі структури корпусу рухаються. Рухаються тазове дно, поперек, живіт, міжреберні мʼязи та підключичний простір. Без фізіологічно здорового дихального руху ефект від дихальних технік незначний. При неправильному дихальному русі, дихальні техніки надають тимчасовий ефект, а довгостроково просто фіксують наявні поставу, розподіл ваги по опорі, компенсаторне напруження і емоційний стан.
Різні дихальні техніки виявилися ефективними для зниження рівня стресу. Серед них контрольоване дихання, повільне дихання та діафрагмальне дихання принесли найбільшу користь для пацієнтів.
Однак не тільки повільне дихання, а й тимчасово і добровільно спричинений стрес, наприклад, короткочасний стрес, спричинений фізичними вправами, технікою швидкого дихання або холодом, може мати довгостроковий позитивний вплив на зниження стресу та покращення психічного здоров'я. Було показано, що такий добровільний короткочасний стрес активує симпатичну нервову систему та покращує імунну відповідь. (див. також Еустрес, Гормезис). Зокрема дослідження 2014 року, опубліковане в PNAS, показало, що здорові добровольці, які застосовували поєднання техніки дихальних вправ (циклічна гіпервентиляція з подальшою затримкою дихання за методом Вім Хофа), медитації та холодову терапію, демонстрували значне збільшення вивільнення адреналіну на фоні гіпокапнічного алкалозу (зменшення CO2 в крові та збільшення pH), що, своєю чергою, призвело до збільшення виробництва лейкоцитів та протизапальних медіаторів, і подальшого послаблення запальної цитокінової відповіді, викликаної внутрішньовенним введенням бактеріального ендотоксину. Крім того, особи з групи, що виконувала дихальні вправи, медитацію та холодову терапію, відчували менше грипоподібних симптомів, пов'язаних з введенням бактеріального ендотоксину, і швидшу нормалізацію лихоманки та рівнів кортизолу, що, на думку дослідників, пов'язано зі збільшенням рівня адреналіну в крові.

### Техніки повільного дихання

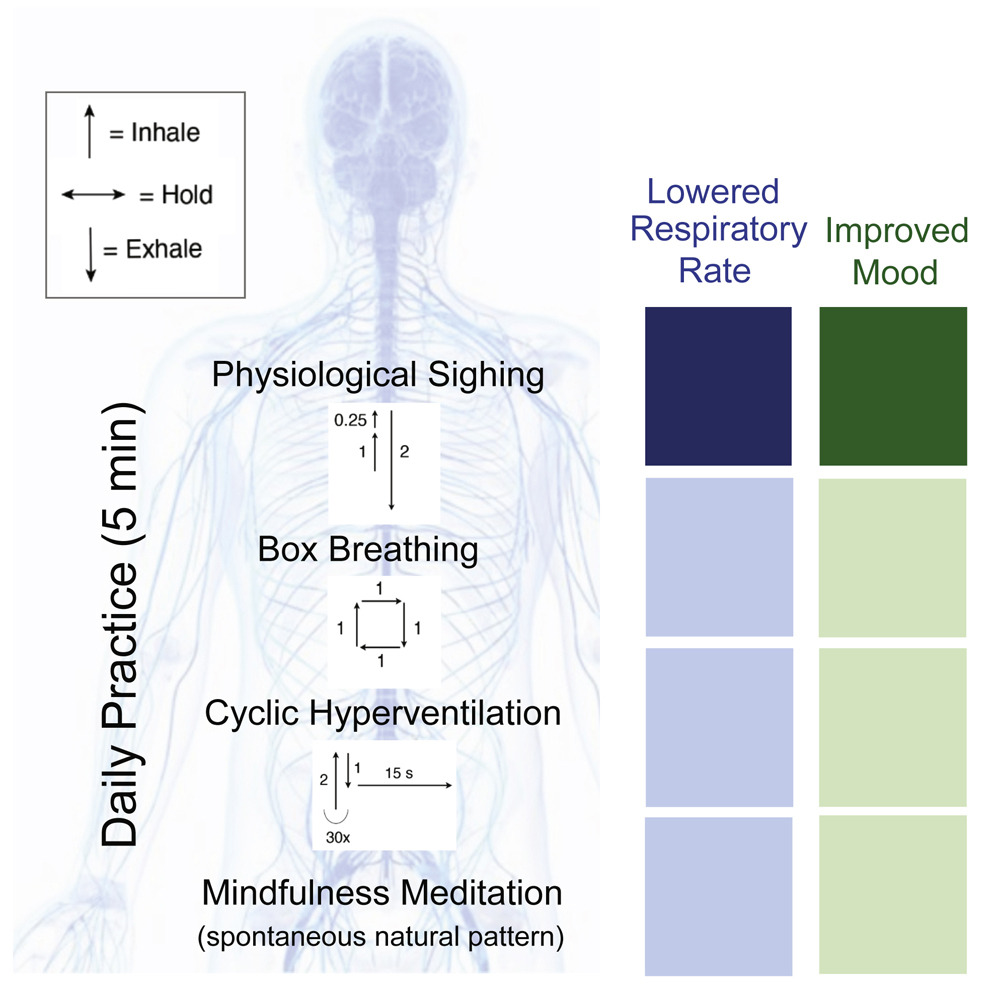
Схематичне зображення порівняльного дослідження різних методик дихальних вправ задля покращення настрою та симптомів стресу.

Зміна техніки та частоти дихання змінює сигнали, що надходять від дихальної системи до мозку, швидко впливаючи на ділянки мозку, регулюючи поведінку, думки та емоції. Змінене дихання може змінювати електричну активність мозку, при цьому повільне дихання призводить до синхронізації мозкових хвиль, завдяки чому різні ділянки мозку можуть спілкуватися ефективніше. Було помічено, що довготривалі практики буддійської медитації можуть досягти станів, коли мозкові хвилі постійно синхронізовані.
У спробах зрозуміти фізіологічні ефекти повільного та діафрагмального дихання було запропоновано низку основних механізмів, включаючи полівагальну теорію та підвищення парасимпатичної активності, зокрема, через варіабельність серцевого ритму. Простими словами, два відділи автономної нервової системи — симпатичний і парасимпатичний — мають протилежний вплив на діяльність серцево-судинної та інших систем. Стимуляція симпатичної системи, яка виникає під час стресу або так звана реакція «бийся або тікай», призводить до збільшення частоти серцевих скорочень. Навпаки, парасимпатична система є найбільш активною в умовах спокою (тобто «відпочинок і травлення») і призводить до зниження частоти серцевих скорочень через блукаючий нерв. Дихання має сильний вплив на частоту серцевих скорочень і артеріальний тиск, відомий як кардіореспіраторний зв'язок, і вправи на глибоке повільне дихання, як було показано, покращують варіабельність серцевого ритму. Таким чином, практики повільного діафрагмального дихання мають глибокий вплив не лише на ефективність дихання, але й на серцево-судинну функцію та вегетативні функції нервової системи, і ці ефекти є двонаправленими.

### Техніки посиленого дихання
Техніки посиленого дихання — гіпервентиляції, навпаки, активують симпатичну нервову систему та збільшують виділення адреналіну, що має збуджувальний ефект і може бути актуальним при деяких станах та цілях.

#### Дихання Вім Хофа
Однією з найпопулярніших методик посиленого дихання є дихання Вім Хофа — циклічна гіпервентиляція в поєднанні з затримкою дихання на видосі разом з активним розслабленням м'язів. За словами Хофа та його послідовників, така методика сприяє насиченю киснем тканин організму, збільшенню рівня адреналіну та зменшення запальних медіаторів, сприяючи відновленню та покращенню самопочуття. На початку 2020-х посилився інтерес наукової спільноти дослідженю цієї методики. На 2023 рік є достовірні дані впливу дихання Віма Хофа на збільшення рівня адреналіну, покращення сатурації крові киснем та зменшення прозапальних медіаторів. Також дослідження 2020 року показало, що виконання дихання Вім Хофа перед фізичними вправами у молодих здорових атлетів покращує кінетику використання організмом кисню під час наступних фізичних вправ на витривалість, і зменшує суб'єктивне відчуття напруги.

## Рекомендована література
- Balban Melis Yilmaz; Neri Eric; Kogon Manuela M.; Weed Lara; Nouriani Bita; Jo Booil; Holl Gary; Zeitzer Jamie M., Ендрю Губерман та ін. (2023). Brief structured respiration practices enhance mood and reduce physiological arousal. Cell Reports Medicine 4 (1). doi:10.1016/j.xcrm.2022.100895.
- Fincham Guy William; Strauss Clara; Montero-Marin Jesus; Cavanagh Kate (2023). Effect of breathwork on stress and mental health: A meta-analysis of randomised-controlled trials. Scientific Reports (англ.) 13 (1). doi:10.1038/s41598-022-27247-y.
- Banushi Blerida; Brendle Madeline; Ragnhildstveit Anya; Murphy Tara; Moore Claire; Egberts Johannes; Robison Reid (2023). Breathwork Interventions for Adults with Clinically Diagnosed Anxiety Disorders: A Scoping Review. Brain Sciences (англ.) 13 (2). с. 256. doi:10.3390/brainsci13020256.
- Tavoian Dallin; Craighead Daniel H. (2023). Deep breathing exercise at work: Potential applications and impact. Frontiers in Physiology 14. doi:10.3389/fphys.2023.1040091.